# Spišské Tomášovce
Spišské Tomášovce (maďarsky Szepestamásfalva) jsou název obce na východním Slovensku v okrese Spišská Nová Ves (maďarsky Igló) v Košickém kraji. Z rozhodnutí vlády Československé republiky ze dne 7. října 1924 došlo ke sloučení dosavadní obce Tomášovce (maďarsky: Tamásfalu, německy: Tomsdorf, v roce 1940 Tomášová) a obce Hadušovce (maďarsky: Edösfalva, do roku 1905 Hadusfalva, v letech 1892-93 Édesfalu, slovensky: Hadušovce, německy: Hadersdorf, polsky: Haduszowce) pod novým názvem Spišské Tomášovce. Obec se nachází v těsné blízkosti Slovenského ráje. V roce 2011 žilo v obci 1734 obyvatel, z toho 1276 slovenských a 241 Romů. Obcí prochází hlavní železniční koridor Žilina–Košice. Dominantou obce je kostel sv. Michala archanděla, postavený v gotickém slohu, později klasicisticky přestavěn. Sousední obce jsou: Letanovce, Smižany, Spišský Štvrtok a Arnutovce. Zámek z poloviny 17. století ve tvaru písmene L byl po válce demolován. Majitelem zámku byl velkostatkář Gustáv Bartsch, který svou jedinou dceru Aurélii provdal v roce 1932 za velkostatkáře Zoltána Stenczla z Kežmarku.